# Beaumont-en-Artois
Beaumont-en-Artois is een dorp in de Franse gemeente Hénin-Beaumont in het departement Pas-de-Calais. Beaumont ligt zo'n drietal kilometer ten zuidoosten van het centrum van Hénin. Beaumont, zoals zijn naam suggereert, ligt op een heuvel die ongeveer twintig meter boven het omringende landschap uitsteekt.

## Geschiedenis
Een oude vermelding van Beaumont dateert uit de 12de eeuw als Belmont.
Op het eind van het ancien régime werd Beaumont een gemeente. Vanaf het midden van de 19e eeuw werden in het naburige Hénin-Liétard steenkoolmijnen geopend, maar dit was niet het geval in Beaumont, dat grotendeels landelijk bleef. De Mines de Drocourt groeven in de jaren 1930 twee mijnschachten maar het kwam niet tot een exploitatie.
In 1971 werd de gemeente Beaumont aangehecht bij de grotere gemeente Hénin-Liétard, die werd hernoemd in Hénin-Beaumont. Beaumont verhuisde van het kanton Vimy in het arrondissement Arras naar het kanton Hénin-Beaumont in het arrondissement Lens.

## Bezienswaardigheden
- De Église Saint-Martin (16e en 20e eeuw)

## Verkeer en vervoer
Ten oosten van Beaumont loopt de autosnelweg A1/E17, die er een op- en afrit heeft.